# Glastonbury
Glastonbury (pronuncia: [ˈɡlæstənbri]) è una piccola città nel Somerset (Inghilterra), situata 30 miglia a sud di Bristol. Si trova nel distretto di Mendip.
La città è celebre per la sua antica storia, per i resti dell'abbazia, per la Glastonbury Tor e per le numerose leggende e i tanti miti associati con essa. È conosciuta anche per il Glastonbury Festival, un festival di musica pop/rock che si svolge ogni anno nel vicino villaggio di Pilton.

## Storia e mitologia

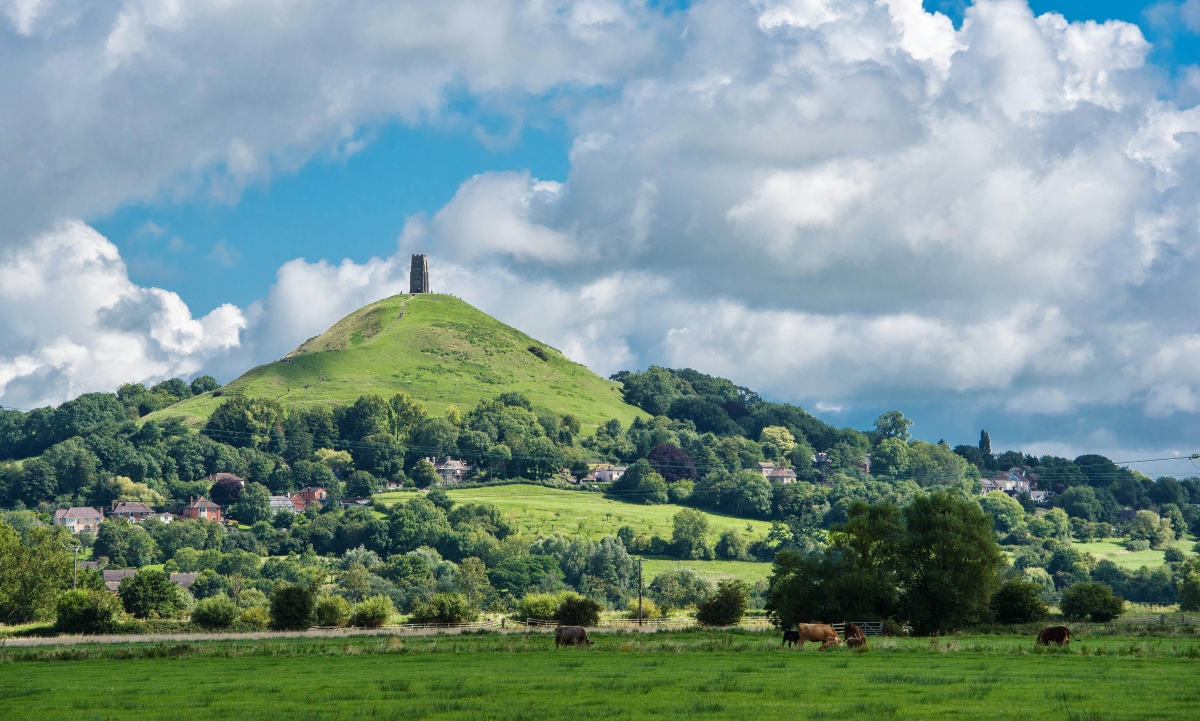
Glastonbury Tor

Si dice anche che sia il centro di molte ley lines, cioè degli ipotetici allineamenti di alcuni luoghi di interesse geografico, come, ad esempio, monumenti e megaliti.
La leggenda di Giuseppe di Arimatea è legata all'idea che Glastonbury sia stato il luogo di nascita della cristianità nelle isole britanniche e sede della prima chiesa, costruita per custodire il Graal più di 30 anni dopo la morte di Cristo. La leggenda dice anche che in precedenza Giuseppe d'Arimatea aveva visitato Glastonbury insieme a Gesù, quando questi era un fanciullo. Il poeta e pittore inglese William Blake credette in questa leggenda e scrisse un poema che divenne la più popolare canzone patriottica inglese: Jerusalem.
La leggenda racconta che Giuseppe giunse a Glastonbury per nave, approdando ai Somerset Levels, che erano inondati. Nello sbarcare, piantò a terra il suo bastone, che fiorì miracolosamente nel Biancospino di Glastonbury ("Spina Santa"). Questa è la spiegazione mitica dell'esistenza di questo ibrido, che cresce soltanto alcune miglia attorno a Glastonbury. Fiorisce due volte l'anno, una in primavera e l'altra nel periodo di Natale (dipende dal tempo): ogni anno viene tagliata una spina e inviata al sovrano per ornare la sua tavola di Natale.
L'originale "Spina Santa" fu oggetto di pellegrinaggi nel Medioevo, ma fu poi distrutta durante la Guerra civile inglese (secondo la leggenda il soldato parlamentarista che compì quest'azione fu accecato da una scheggia). Un nuovo biancospino fu piantato nel XX secolo sulla collina di Wearyall (nel 1952 lo si dovette ripiantare di nuovo, in quanto il tentativo dell'anno precedente era fallito).
Una propaganda medievale connette Artù a questa città, facendola coincidere con la leggendaria Avalon. Nel 1191 i monaci dell'abbazia dissero di aver trovato le tombe di Artù e Ginevra a sud della Lady Chapel della chiesa abbaziale. I resti furono poi spostati e perduti durante la Riforma. Molti studiosi sospettano che questa scoperta sia stata una contraffazione per dare credito all'origine antica di Glastonbury e accrescere la sua fama.
Glastonbury è oggi un centro religioso e di pellegrinaggio, dove misticismo e paganesimo coesistono, non senza difficoltà.

## Citazioni
- In Fate/stay night: Unlimited Blade Works, Shirou e Rin si recheranno presso Glastonbury, il luogo di morte di Saber, per ringraziarla dell'aiuto offerto durante la Guerra del Santo Graal.
- La città compare nel videogame Broken Sword: Il sonno del drago.
- È anche presente nell'opera più famosa di Dan Brown, Il codice da Vinci.
- La città dà il nome ad un robot stile Anime di cui è un fan il protagonista della serie videoludica No More Heroes